# Héctor De Bourgoing

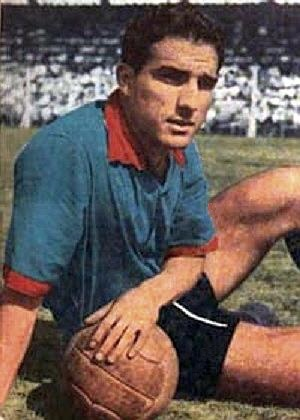
De Bourgoing Mitte der 1950er Jahre

Héctor Adolfo De Bourgoing (* 23. Juli 1934 in Posadas, Argentinien; † 22. Januar 1993) war ein argentinisch-französischer Fußballer, der für die Nationalmannschaften beider Länder gespielt hat.

## Vereinskarriere
De Bourgoing stammte aus einer Diplomatenfamilie; sein Vater war Anfang der 1930er Jahre nach Argentinien emigriert, wo er weitläufigen Grundbesitz erwarb, auf dem sein Sohn aufwuchs. Die Familienmitglieder besaßen die argentinische und französische Staatsangehörigkeit. Nach ersten sportlichen Schritten bei einem örtlichen Verein wurde der begeisterte und begabte Spieler kurz vor seinem 19. Geburtstag Berufsfußballer bei CA Tigre; 1956 holte River Plate den Außenstürmer nach Buenos Aires, und ein Jahr später hatte Héctor De Bourgoing mit 15 Toren, elf davon per Kopf erzielt, zu River Plates Titelgewinn in der Liga Argentina de Fútbol beigetragen. In dieser Zeit wurde er auch zum argentinischen Nationalspieler. 1958 kehrte er dennoch zu CA Tigre zurück.
Der französische Journalist und Ex-Nationalspieler Gabriel Hanot hatte De Bourgoing mit den Albiceleste – als „Weiß-Himmelblaue“ werden die argentinischen Nationalspieler wegen der Farbe ihrer Trikots bezeichnet – gesehen, war von dessen Spielweise begeistert und empfahl ihn dem Präsidenten von OGC Nizza, 1958/59 gerade französischer Meister geworden. Dieser ließ den Franco-Argentinier längere Zeit beobachten, und ab August 1959 war die Côte d’Azur für vier Spielzeiten die neue Heimat des Stürmers. Gleich in seiner ersten Saison trat er mit Nizza im Europapokal der Landesmeister an und war, wenn auch torlos, an einer der „historischen Stunden“ des französischen Vereinsfußballs beteiligt, in der der OGC im Viertelfinalhinspiel gegen den vierfachen Pokalsieger Real Madrid im Stade du Ray bereits nach 26 Minuten mit 0:2 zurücklag und das Spiel in der zweiten Halbzeit noch zu wenden vermochte. Alle drei Treffer zum 3:2-Endstand erzielte Nizzas luxemburgischer Sturmtank Victor Nurenberg, das Siegtor nach einer Flanke De Bourgoings. In der Division 1 stellte Héctor De Bourgoing seine eigene Treffsicherheit unter Beweis und wurde in seinem zweiten Jahr (1960/61) mit 20 Treffern fünftbester Ligatorschütze; 1962/63 waren es erneut 20 Tore, die diesmal zu Rang 7 reichten. Auch wenn De Bourgoing mit Nizza keinen Titel gewinnen konnte, führte seine Spielweise dazu, dass ihn der sélectionneur Georges Verriest Ende 1960 erstmals zu einem Nationalelflehrgang einlud, gemeinsam mit seinen Klubkameraden André Chorda und Georges Lamia. Allerdings wurde er in diesem Kreis dann zunächst noch nicht berücksichtigt (siehe unten), und auch ansonsten verlief die Saison 1960/61 für den gelegentlich jähzornigen Außenstürmer nicht nur erfreulich: Nach einer unschönen Attacke gegen seinen Sedaner Gegenspieler in einem Pokalspiel wurde er vom Fußballverband für fast neun Monate in diesem Wettbewerb gesperrt.
1963 wechselte Héctor De Bourgoing zum Ligakonkurrenten Girondins Bordeaux, wo er gemeinsam mit seinem OGC-Mitspieler André Chorda bis 1969 blieb. 1963/64 (als 8. mit 15 Toren) und 1965/66 (5. mit 21 Treffern) wieder in der Spitzengruppe der Torjäger vertreten, wurde er mit den Girondins dreimal Vizemeister (1965, 1966, 1969) und stand zweimal in einem Pokalendspiel (1964 und 1968), aber einen Titel gewann er auch dort nicht. In der Saison 1968/69 wurde er nur noch selten berücksichtigt; deshalb ging der Angreifer, der mit insgesamt 133 Toren noch heute auf Platz 30 der Liste der treffsichersten Erstligatorjäger in Frankreich steht, anschließend für ein letztes Jahr zum Zweitdivisionär Racing Paris-Neuilly.
Wie sein weiterer Lebensweg ab 1970 verlief, ist bisher nicht zu ermitteln.

### Stationen
- Club Atlético Tigre (1953–1956)
- Club Atlético River Plate (1956–1958)
- Club Atlético Tigre (1958/59)
- Olympique Gymnaste Club Nizza (1959–1963)
- Girondins de Bordeaux (1963–1969)
- Racing Football Club Paris-Neuilly (1969/70, in D2)

## In zwei Nationalmannschaften
In der argentinischen A-Nationalelf setzte Nationaltrainer Stábile De Bourgoing ab 1956 in fünf Begegnungen ein, wo er unter anderem an der Seite von Omar Sívori und Antonio Angelillo auf Rechtsaußen stürmte. Sein letztes Länderspiel für die Albiceleste bestritt er im März 1957 gegen Ecuador.
Auch in Frankreich wollten die für die Nationalmannschaft Verantwortlichen ihn in den A-Kader einbauen. 1960 (siehe oben) war dies noch daran gescheitert, dass Héctor De Bourgoing zu dieser Zeit nur Spanisch sprach und es Stimmen gab, die seine französische Herkunft anzweifelten, wegen seiner langen Sperre nach dem Pokalspiel 1961 (siehe oben), vor allem aber, weil der Verband sich nicht sicher war, ob er einen Spieler berücksichtigen dürfe, der bereits für eine andere A-Nationalelf zum Einsatz gekommen war und zudem noch keine drei Jahre im Land ansässig war. Das Ergebnis langwieriger Verhandlungen zwischen französischem und Weltverband eröffnete dem Spieler – aufgrund seiner von beiden beteiligten Regierungen anerkannten doppelten Staatsbürgerschaft und weil seit seinem letzten Auftritt mit Argentinien mehr als drei Jahre vergangen waren – im April 1962 endlich seinen ersten Einsatz in der Équipe tricolore. Aber obwohl der Neuling Frankreich mit 1:0 in Führung schoss, unterlagen die Bleus im heimischen Prinzenparkstadion Polen mit 1:3. Sein zweites Spiel, vier Wochen später, endete gleichfalls mit einer Niederlage (1:2 gegen Italien in Turin). Danach berücksichtigten Georges Verriest bzw. dessen Nachfolger Henri Guérin ihn gut vier Jahre lang nicht mehr. Vor der Weltmeisterschaft 1966 war der erfolgreiche Angreifer dann aber nicht länger zu ignorieren und gehörte zum französischen WM-Kader. Allerdings wurde er lediglich im zweiten Vorrundenspiel (15. Juli 1966) gegen Uruguay eingesetzt, brachte Frankreich darin erneut mit 1:0 in Führung und musste nach 90 Minuten den Platz dennoch als Verlierer (1:2) verlassen. Im dritten Gruppenspiel (0:2 gegen Gastgeber England) nur Zuschauer, endete für Héctor de Bourgoing nicht nur das Turnier – wie für die gesamte Équipe tricolore – vorzeitig, sondern er wurde danach auch nie mehr in die Nationalmannschaft berufen.

## Palmarès
- Argentinischer Fußballmeister: 1957
- Französischer Meister: Fehlanzeige (aber Vizemeister 1965, 1966, 1969)
- Französischer Pokalsieger: Fehlanzeige (aber Finalist 1964, 1968)
- 5 A-Länderspiele für Argentinien
- 3 A-Länderspiele (2 Treffer) für Frankreich
- 258 Spiele und 133 Tore in der Division 1, davon 114/65 für Nizza und 144/68 für Bordeaux[10]
- 10 Einsätze (1 Treffer) im Europapokal, davon 5/1 mit Nizza und 5/0 mit Bordeaux